# Grčko-armenski jezik
Grčko-armenski jezik (ili Helensko-armenski) jest hipotetski jezik iz kojeg su se razvili grčki (helenski jezici) i armenski (armenski jezici). Smatra se da je jezik mogao postojati, ali njegovo postojanje nije općeprihvaćeno. Vrijeme u kojem bi se govorio bilo bi u trećem tisućljeću prije Krista i jedva bi se razlikovao od kasnoga indoeuropskog prajezika ili, također hipotetskoga, grčko-arijskog.

## Povijest koncepta
Grčko-armenska hipoteza pojavila se 1924. godine, Holger Pedersen primijetio je da armenski i grčki imaju više zajedničkih riječi nego što ih armenski ima s bilo kojim drugim indoeuropskim jezikom. Tijekom srednjih i kasnih 1920-ih Antoine Meillet nastavio je morfološku i fonološku usporedbu dvaju jezika zaključivši da su njihovi prajezici bili narječja kojima se govorilo u prostoru geografski vrlo blisku području njihova jezika-roditelja, indoeuropskoga prajezika. Meilletova je hipoteza postala popularna nakon izdavanja njegove knjige Esquisse d'une grammaire comparée de l'arménien classique.
Solta nije išao tako daleko da je pretpostavio postojanje grčko-armenskog prajezika, ali smatra da je grčki leksički i morfološki najbliži armenskom. Eric Hamp podržava hipotezu o grčko-armenskom, a James Clackson smatra da su dokazi neuvjerljivi i drži da je armenski dio veće grčko-arijske grupe.
Evaluacija ove hipoteze vezana je uz analizu indoeuropskih jezika, poput frigijskoga ili anatolijskih jezika, koji su se rabili u prostoru između područja grčkoga i armenskoga jer bi trebali imati obilježja koja posreduju između ovih dvaju jezika, ali oni su jako slabo dokumentirani. Iako je grčki jako rano posvjedočen pa možemo sa sigurnošću ustvrditi da se grčkim prajezikom govorilo u 3. tisućljeću prije Krista, povijest armenskoga nerazumljiva je, prvi zapis jest prijevod Biblije iz 5. st. poslije Krista. Armenski ima puno posuđenica koje pokazuju znakove duga kontakta s grčkim i indoiranskim jezicima, posebno satemskim jezicima. Također, iako i armenski i starogrčki imaju bezvučne aspirante, oni potječu od različitih praindoeuropskih serija ploziva (armenski od bezvučnih ploziva, a grčki od zvučnih aspiranata).
Godine 2005. grupa jezikoslovaca i statističara, uključujući Luay Nakhleh, Tandy Warnow, Donalda Ringea i Stevena N. Evansa, upotrijebili su metode kvantitativnoga filogenetskog jezikoslovlja i otkrili da grčko-armensku podskupinu podupire pet postupaka – maksimalna štedljivost, ponderirana u odnosu na neponderiranu maksimalnu kompatibilnost, susjedsko pridruživanje i naširoko kritizirana binarna leksička tehnika kodiranja (osmislili Russell Gray i Quentin D. Atkinson).
Povezan je problem postojanje balkanske grupe indoeuropskoga prajezika koja bi uključivala i albanski te neke izumrle jezike poput frigijskoga. Grupu podržava leksičko-statistička metoda Hansa J. Holma.